# Aon noctuiformis
Aon noctuiformis là một loài bướm đêm trong họ Erebidae.